# Elektromagnetyczny przenośnik cieczy
Elektromagnetyczne przenośniki cieczy - to pompa elektromagnetyczna stosowana do pompowania płynnych metali oraz zawiesin zawierających cząstki metali i innych substancji przewodzących prąd.
Urządzenia te budowane są na wzór silników elektrycznych, w których przewodem na który działa siła jest pompowana ciecz. Stosowane konstrukcje odpowiadają budowie asynchronicznego silnika indukcyjnego lub silnika prądu stałego. 
W konstrukcjach wzorowanych na silniku indukcyjnym zmienne pole magnetyczne wytworzone przez uzwojenia wywołuje przepływ prądu w pompowanej cieczy, które oddziałując z wytwarzającym je polem magnetycznym wywołuje ruch cieczy. 
W konstrukcjach wzorowanych na silniku prądu stałego, stałe pole magnetyczne wytworzone przez magnes lub elektromagnes jest prostopadle do kierunku pompowania, prąd stały płynie przez ciecz w kierunku prostopadłym do kierunku pompowania i prostopadle do linii pola magnetycznego. Wadą tej konstrukcji jest wywoływanie elektrolizy.